# کارلی اسکات کالینز
کارلی اسکات کالینز (انگلیسی: Karley Scott Collins؛ زادهٔ ۱۴ دسامبر ۱۹۹۹) یک هنرپیشه و صدا پیشه اهل ایالات متحده آمریکا است. وی از سال ۲۰۰۶ میلادی تاکنون مشغول فعالیت بوده‌است.

## گزیدهٔ آثار

### سینما
- فصل شکار ۳ (۲۰۱۰)
- کولکتور (۲۰۰۹)

### تلویزیون
- مرد خانواده (۲۰۱۰ و ۲۰۱۲)
- روزی روزگاری (۲۰۱۲)
- فرینج (۲۰۱۱)
- درمانگاه خصوصی (۲۰۰۷)